# NPinvestor
NPinvestor er en virksomhed, der leverer finansielle nyheder og information om børsnoterede virksomheder på websitet npinvestor.dk. Sitet har ifølge fdim.dk over 70.000 unikke besøgende om måneden.[kilde mangler]
Hovedvægten på sitet er nyheder og information, som kan anvendes af både private investorer og professionelle investorer i Danmark. Websitet drives af NPinvestor A/S. 
NPinvestor blev etableret under navnet Netposten.dk i 1996 og var det første site til at lancere realtidskurser fra OMX Københavns Fondsbørs. Alm. Brand-koncernen købte senere en del af virksomheden. 